# Track 29
Pour plus de détails, voir Fiche technique et Distribution.
Track 29 est un film américano-britannique réalisé par Nicolas Roeg, sorti en 1988, écrit par Dennis Potter.

## Synopsis
La femme d'un médecin passe ses jours à se demander ce qu'est devenu le fils qu'elle a fait adopter à sa naissance. Alors qu'elle déjeune dans un café sur le bord de la route, elle rencontre un auto-stoppeur britannique qui s'avère être son fils.

## Fiche technique
- Titre : Track 29
- Réalisation : Nicolas Roeg
- Production : Rick McCallum, George Harrison, Denis O'Brien
- Scénario : Dennis Potter
- Montage : Tony Lawson (de)
- Photographie : Alex Thomson
- Musique : Stanley Myers
- Pays de poroduction :  Royaume-Uni,  États-Unis
- Langue : anglais
- Format : Couleur - son Dolby - 35mm - 1,85:1
- Durée : 91 minutes (1h31)
- Dates de sortie :
  - Royaume-Uni : 5 août 1988
  - États-Unis : 9 septembre 1988

## Distribution
- Theresa Russell : Linda Henry
- Gary Oldman : Martin
- Christopher Lloyd : Henry Henry
- Colleen Camp : Arlanda
- Sandra Bernhard : Infirmière Stein
- Seymour Cassel : Dr Bernard Fairmont
- Leon Rippy : Trucker